# Fredrik Ulvestad
Fredrik Stensøe Ulvestad (Ålesund, 17 giugno 1992) è un calciatore norvegese, centrocampista del Pogoń Stettino.

## Biografia
È il figlio di Rune Ulvestad, nonché fratello dei calciatori Dan Peter, Pål Erik e Andreas Ulvestad.

## Carriera

### Club

#### Aalesund
Ulvestad ha iniziato la carriera professionista con la maglia dell'Aalesund. Ha debuttato in prima squadra il 13 maggio 2010, sostituendo Peter Orry Larsen nel successo per 1-0 contro il Volda, in un match valido per l'edizione stagionale del Norgesmesterskapet. Il 31 ottobre dello stesso anno, ha esordito nell'Eliteserien: è subentrato infatti a Trond Fredriksen nel successo per 3-1 sul Brann.
Il 25 aprile 2011, Ulvestad ha segnato la prima rete nella massima divisione norvegese: è stato lui infatti a siglare l'1-0 finale con cui la sua squadra si è imposta sul Sogndal. Si è svincolato al termine del campionato 2014.

#### Burnley
Il 10 marzo 2015, dopo aver sostenuto un provino per il club, ha firmato un contratto triennale con gli inglesi del Burnley, formazione militante nella Premier League. Ha esordito in squadra il 16 maggio, sostituendo David Jones nel pareggio a reti inviolate contro lo Stoke City. Al termine dell'annata, il Burnley è retrocesso in Championship.
Rimasto in squadra, l'anno successivo ha totalizzato 5 presenze in campionato, culminato con la promozione del Burnley che pertanto ha centrato il proprio ritorno in Premier League.

#### Charlton
Il 31 agosto 2016, dopo aver cominciato la stagione col Burnley, è passato al Charlton con la formula del prestito annuale.

#### Djurgården
Il 2 febbraio 2018 è passato agli svedesi del Djurgården, a cui si è legato con un contratto triennale. Con 30 partite e 5 reti ha contribuito al raggiungimento del titolo nazionale al termine dell'Allsvenskan 2019. L'anno successivo è stato il miglior marcatore stagionale della squadra, grazie agli 11 gol (di cui 6 su rigore) realizzati in 27 presenze di campionato. La sua parentesi al Djurgården è terminata nel dicembre 2020, alla scadenza contrattuale.

#### Qingdao Huanghai
Nel febbraio del 2021 è stato ingaggiato dal Qingdao Huanghai, formazione militante nella Super League cinese. Il suo contratto biennale è terminato però in anticipo nel successivo mese di luglio.

#### Sivasspor
Libero da vincoli contrattuali, il 6 settembre 2021 è diventato un nuovo giocatore del club turco del Sivasspor a fronte della firma di un accordo biennale.

### Nazionale
Il 7 maggio 2013, è stato incluso nella lista provvisoria consegnata all'UEFA dal commissario tecnico Tor Ole Skullerud in vista del campionato europeo Under-21 2013. Il 22 maggio, il suo nome è stato però escluso dai 23 calciatori scelti per la manifestazione.
Il 19 agosto 2014, è stato convocato dal commissario tecnico Per-Mathias Høgmo in vista dell'amichevole che la Norvegia avrebbe disputato il successivo 27 agosto contro gli Emirati Arabi Uniti. È subentrato a Jone Samuelsen nel secondo tempo della partita, che è terminata con un pareggio per 0-0.

## Statistiche

### Presenze e reti nei club
Statistiche aggiornate al 6 febbraio 2018.
| Stagione        | Club            | Campionato      | Campionato | Campionato | Coppe nazionali | Coppe nazionali | Coppe nazionali | Coppe continentali | Coppe continentali | Coppe continentali | Supercoppe | Supercoppe | Supercoppe | Totale | Totale |
| Stagione        | Club            | Comp            | Pres       | Reti       | Comp            | Pres            | Reti            | Comp               | Pres               | Reti               | Comp       | Pres       | Reti       | Pres   | Reti   |
| --------------- | --------------- | --------------- | ---------- | ---------- | --------------- | --------------- | --------------- | ------------------ | ------------------ | ------------------ | ---------- | ---------- | ---------- | ------ | ------ |
| 2010            | Aalesund        | ES              | 1          | 0          | CN              | 1               | 0               | UEL                | 0                  | 0                  | SN         | -          | -          | 2      | 0      |
| 2011            | Aalesund        | ES              | 24         | 2          | CN              | 6               | 2               | UEL                | 6                  | 2                  | -          | -          | -          | 36     | 6      |
| 2012            | Aalesund        | ES              | 25         | 2          | CN              | 4               | 1               | UEL                | 3                  | 0                  | -          | -          | -          | 33     | 3      |
| 2013            | Aalesund        | ES              | 27         | 7          | CN              | 3               | 1               | -                  | -                  | -                  | -          | -          | -          | 30     | 8      |
| 2014            | Aalesund        | ES              | 29         | 3          | CN              | 3               | 0               | -                  | -                  | -                  | -          | -          | -          | 32     | 3      |
| Totale Aalesund | Totale Aalesund | Totale Aalesund | 106        | 14         |                 | 17              | 4               |                    | 9                  | 2                  |            | -          | -          | 132    | 20     |
| mar.-giu. 2015  | Burnley         | PL              | 2          | 0          | FACup+CdL       | -               | -               | -                  | -                  | -                  | -          | -          | -          | 2      | 0      |
| 2015-2016       | Burnley         | FLC             | 5          | 0          | FACup+CdL       | 2+0             | 0               | -                  | -                  | -                  | -          | -          | -          | 7      | 0      |
| ago. 2016       | Burnley         | PL              | 0          | 0          | FACup+CdL       | 0+1             | 0               | -                  | -                  | -                  | -          | -          | -          | 1      | 0      |
| ago. 2016-2017  | Charlton        | FL1             | 27         | 1          | FACup+CdL       | 2+0             | 0               | -                  | -                  | -                  | FLT        | 2          | 0          | 31     | 1      |
| 2017-feb. 2018  | Burnley         | PL              | 0          | 0          | FACup+CdL       | 0+0             | 0               | -                  | -                  | -                  | -          | -          | -          | 0      | 0      |
| Totale Burnley  | Totale Burnley  | Totale Burnley  | 7          | 0          |                 | 3               | 0               |                    | -                  | -                  |            | -          | -          | 10     | 0      |
| 2018            | Djurgården      | A               | 0          | 0          | CS              | 0               | 0               | -                  | -                  | -                  | -          | -          | -          | 0      | 0      |
| Totale carriera | Totale carriera | Totale carriera | 140        | 15         |                 | 22              | 4               |                    | 9                  | 2                  |            | 2          | 0          | 173    | 21     |

### Cronologia presenze e reti in nazionale
| Cronologia completa delle presenze e delle reti in nazionale ― Norvegia | Cronologia completa delle presenze e delle reti in nazionale ― Norvegia | Cronologia completa delle presenze e delle reti in nazionale ― Norvegia | Cronologia completa delle presenze e delle reti in nazionale ― Norvegia | Cronologia completa delle presenze e delle reti in nazionale ― Norvegia | Cronologia completa delle presenze e delle reti in nazionale ― Norvegia | Cronologia completa delle presenze e delle reti in nazionale ― Norvegia | Cronologia completa delle presenze e delle reti in nazionale ― Norvegia |
| Data                                                                    | Città                                                                   | In casa                                                                 | Risultato                                                               | Ospiti                                                                  | Competizione                                                            | Reti                                                                    | Note                                                                    |
| ----------------------------------------------------------------------- | ----------------------------------------------------------------------- | ----------------------------------------------------------------------- | ----------------------------------------------------------------------- | ----------------------------------------------------------------------- | ----------------------------------------------------------------------- | ----------------------------------------------------------------------- | ----------------------------------------------------------------------- |
| 27-8-2014                                                               | Stavanger                                                               | Norvegia                                                                | 0 – 0                                                                   | Emirati Arabi Uniti                                                     | Amichevole                                                              | -                                                                       | 66’                                                                     |
| 15-11-2019                                                              | Oslo                                                                    | Norvegia                                                                | 4 – 0                                                                   | Fær Øer                                                                 | Qual. Euro 2020                                                         | -                                                                       | 84’                                                                     |
| 18-11-2019                                                              | Ta' Qali                                                                | Malta                                                                   | 1 – 2                                                                   | Norvegia                                                                | Qual. Euro 2020                                                         | -                                                                       | 89’                                                                     |
| 18-11-2020                                                              | Vienna                                                                  | Austria                                                                 | 1 – 1                                                                   | Norvegia                                                                | UEFA Nations League 2020-2021 - 1º turno                                | -                                                                       |                                                                         |
| Totale                                                                  |                                                                         | Presenze                                                                | 4                                                                       |                                                                         | Reti                                                                    | 0                                                                       |                                                                         |

## Palmarès

### Club

#### Competizioni nazionali
- Coppa di Norvegia: 1

Aalesund: 2011
- Campionato svedese: 1

Djurgården: 2019
- Coppa di Svezia: 1

Djurgården: 2017-2018